# Geissenweid (ruisseau)
Le Geissenweid est le nom d'un ruisseau français d'Alsace. Ce cours naturel est situé dans le département du Haut-Rhin.

## Hydronymie
L'origine de son nom vient de l'allemand ou de l'alsacien Geißenweide ; Geißen : les chèvres, et weide ou weiden : pâturage ou paître (brouter). Signifiant en principe pâturage de chèvres ou chèvres qui paissent (chèvres qui broutent).
Le Geissenweid porte le même nom que le massif forestier qu'il traverse.

## Géographie
La longueur de ce cours d'eau est de 1,6 km. Il prend sa source entre Sternenberg et Diefmatten, près du massif du Margenbach et celui du Geissenweid, et se jette dans le Soultzbach à la hauteur du massif forestier du Buchwald à Burnhaupt-le-Bas.
Le Geissenweid est un cours d'eau naturel  , traversant la forêt du même nom, et poursuivant sa route le long des champs et prairies de Diefmatten.

### Agglomérations traversées
Ce cours d'eau traverse les communes de Sternenberg (68210), Diefmatten (68071), et Burnhaupt-le-Bas (68520).

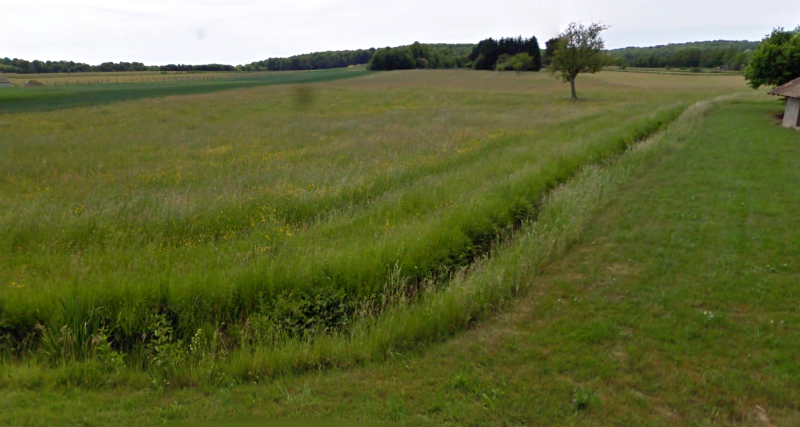
Vue depuis la rue de Hecken à Diefmatten